# Bilateralismo
Bilateralismo é a condução de relações políticas, econômicas ou culturais entre dois Estados soberanos. Ela contrasta com o unilateralismo ou o multilateralismo, que são atividades de um único Estado ou de vários Estados em conjunto, respectivamente. Quando os Estados se reconhecem como Estados soberanos e concordam com relações diplomáticas, eles criam um relacionamento bilateral. Estados com laços bilaterais trocarão agentes diplomáticos, como embaixadores, para facilitar o diálogo e a cooperação.

## Conceito
Acordos econômicos, como acordos de livre comércio (ALC) ou investimento estrangeiro direto (IED), assinados por dois Estados, são um exemplo comum de bilateralismo. Como a maioria dos acordos econômicos são assinados de acordo com as características específicas dos países contratantes para dar tratamento preferencial uns aos outros, não é necessário um princípio generalizado, mas uma diferenciação situacional. Assim, por meio do bilateralismo, os Estados podem obter acordos e obrigações mais personalizados que se aplicam apenas a Estados contratantes específicos. No entanto, os Estados enfrentarão uma compensação porque isso representa mais desperdício em custos de transação do que a estratégia multilateral. Em uma estratégia bilateral, um novo contrato deve ser negociado para cada participante. Portanto, tende a ser preferível quando os custos de transação são baixos e o excedente dos membros, que corresponde ao "excedente do produtor" em termos econômicos, é alto. Além disso, isto será eficaz se um Estado influente quiser controlar pequenos Estados a partir de uma perspectiva liberal, porque a construção de uma série de acordos bilaterais com pequenos Estados pode aumentar a influência de um Estado.

## Exemplos
- Austrália e Canadá mantêm uma relação bilateral; ambos têm governos semelhantes e compartilham valores semelhantes, além de terem o mesmo chefe de Estado. Em 1895, o Governo do Canadá enviou John Larke a Sydney para estabelecer uma comissão comercial e, em 1935, o Canadá enviou Charles Burchell (o primeiro Alto Comissário Canadense da Austrália) para formalizar os laços entre os dois países.[2] Ambas as nações foram aliadas em tempos de guerra, e suas relações comerciais e econômicas são fortes.
- A Índia e o Nepal têm uma relação bilateral desde os tempos antigos, mesmo antes do nascimento do Buda em 563 a.C. Nos tempos modernos, essa relação tradicional foi confirmada por tratados escritos. O tratado de amizade Índia-Nepal foi assinado em julho de 1950. Isso gerou efeitos econômicos e políticos importantes para ambos os países. Em 2011, os dois países assinaram um novo Acordo Bilateral de Promoção e Proteção de Investimentos. Esses tratados bilaterais desempenharam um papel significativo na evolução do direito internacional de investimentos. Cidadãos de ambos os países podem atravessar a fronteira livremente sem passaporte ou visto, morar e trabalhar em qualquer um dos países e possuir propriedades e negócios em ambos; os gurkhas fazem parte do Exército Indiano; e milhões de nepaleses vivem na Índia por longos períodos.[3]
- Os Estados Unidos mantêm relações bilaterais com vários países do Leste Asiático, em particular com a Coreia do Sul, o Japão e Taiwan. Os Estados Unidos formaram uma aliança bilateral com o Japão durante o Tratado de Segurança entre os Estados Unidos e o Japão. Os EUA também formaram uma aliança bilateral com a Coreia durante o Acordo de Status de Forças entre EUA e Coreia do Sul de 1953 e uma com a República da China durante o Tratado de Defesa Mútua Sino-Americano de 1954. Diferentemente de seu relacionamento com as nações europeias, que envolve alianças multilaterais centradas na OTAN, os EUA preferem um relacionamento direto com cada um dos países do Leste Asiático. Em vez de estabelecer uma aliança de segurança ou sediar uma cúpula, os EUA tendem a estabelecer uma conexão direta com cada nação. Tanto do ponto de vista histórico quanto político, cada país do Leste Asiático pode ser um oponente ou um alvo para qualquer outro. Portanto, é relativamente difícil construir alianças multilaterais, que dependem de confiança mútua. Um dos principais motivos dos EUA para a escolha de um tratado bilateral foi evitar conflitos, como poderia ter sido o caso com tratados multilaterais (por exemplo, risco de defeitos em tratados multilaterais). Um exemplo é a referência a "centro e raios", onde os EUA são o "centro" e os países do Leste Asiático são os "raios"; cada um deles tem uma conexão com os Estados Unidos, mas não entre si.[4][5]
  - Há vários fatores que são únicos ao discutir por que os Estados Unidos escolheram formar relações bilaterais, particularmente com países do Leste Asiático, em comparação às relações multilaterais, como a OTAN. Em primeiro lugar, os Estados Unidos já mantinham relações mais antigas com países da Europa. Assim, foi mais fácil para os Estados Unidos construir e formar esse vínculo multilateral. Victor Cha afirma: "Acheson argumentou que a OTAN era o produto de um longo processo deliberativo, que as potências da Europa Ocidental haviam desenvolvido cuidadosamente seu plano de defesa coletiva antes de pedir ajuda aos EUA e, mais revelador, que os Estados Unidos viam a OTAN como um acordo mútuo de defesa coletiva."[5] Outro fator que contribuiu foi a geografia do Leste Asiático em comparação com a Europa. Como a Europa é "conectada", isso é melhor para a segurança e a economia. Já no Leste Asiático, os Estados estão divididos por uma grande área e separados por grandes extensões de água e distância, tornando a formação de laços multilaterais para os Estados Unidos uma condição menos desejável. No Leste Asiático, também há uma variedade de regimes: comunistas, autoritários e democráticos. Em comparação com os Estados da OTAN, que são formados por democracias, isso dificulta o estabelecimento de relações multilaterais. Outro fator é que os Estados da OTAN reconheceram a mesma fonte de ameaça, que era a União Soviética. Isso permitiu um acordo entre esses Estados da OTAN para formar essa relação multilateral. No entanto, no caso do Leste Asiático, não havia uma ameaça unificada. Para a República da China (também conhecida como Taiwan), a China era vista como a ameaça. Para a República da Coreia (Coreia do Sul), a República Popular Democrática da Coreia (Coreia do Norte) era a ameaça. Assim, havia um grande nível de dificuldade para os Estados Unidos formarem uma aliança com o Leste Asiático, visto que as ameaças eram diferentes. Entre as muitas explicações para a escolha dos Estados Unidos de intervir nas alianças bilaterais no Leste Asiático, alguns historiadores sociais acrescentaram que os tomadores de decisão americanos acreditavam firmemente que, ao contrário da Europa, os asiáticos "inferiores" presumivelmente não possuíam o nível de sofisticação e responsabilidade necessários para a complexa organização dos acordos multilaterais de segurança. Christopher Hemmer e Peter J. Katzenstein concluíram que "a confiança estava ausente, a religião e os valores domésticos eram compartilhados apenas em alguns casos, e a raça era invocada como uma força poderosa que separava os EUA da Ásia".[6]
  - Victor Cha propôs a teoria da jogo de poder ("Powerplay") em seu artigo Powerplay: Origins of the U.S. Alliance System in Asia, que explica as razões por trás da decisão dos Estados Unidos em criar uma série de alianças bilaterais com países do Leste Asiático. O jogo de poder é comumente usado em qualquer situação política ou social quando alguém usa seu conhecimento ou informação contra outros para obter benefícios usando vantagens situacionais que possui. De acordo com a teoria do jogo de poder, as alianças foram criadas para conter e restringir potenciais aliados vilões de desempenharem comportamentos agressivos que desencadeariam conflitos e envolvimentos militares maiores. Os aliados vilões incluem Chiang Kai-shek, de Taiwan, que estava publicamente planejando e ansiando por retomar a China continental, e Syngman Rhee, da Coreia, que queria unificar a península coreana. Os Estados Unidos também temiam que o Japão recuperasse seu poder regional na Ásia. Cha conclui que os planejadores americanos do pós-guerra haviam escolhido esse tipo de arquitetura de segurança como uma tentativa de impedir agressões dos ditadores pró-Ocidente do Leste Asiático e aumentar a influência e a dependência dos Estados em relação à economia americana.
  - A aliança EUA-Japão foi uma ordem de segurança bilateral criada com a intenção de impedir a expansão do poder soviético e do comunismo na Ásia-Pacífico. Os EUA forneceram ao Japão e aos outros países da Ásia-Pacífico a oferta de proteção de segurança e acesso aos mercados, tecnologia e suprimentos americanos em troca do fornecimento de apoio diplomático, econômico e logístico aos EUA, pois isso, de acordo com John Ikenberry, levaria a uma "ordem pós-guerra anticomunista mais ampla e centrada nos Estados Unidos".[7]
- Os Estados Unidos também têm um histórico de acordos bilaterais com o Panamá, começando com o Tratado Hay-Bunau-Varilla (1903), que estabeleceu o direito dos Estados Unidos de construir um canal e possuir a propriedade dele e de propriedades adjacentes em toda a nação soberana do Panamá. Este foi substituído pelo Tratado Relativo à Neutralidade Permanente e Operação do Canal do Panamá e pelo Tratado do Canal do Panamá (ambos assinados em 1977). Uma emenda ao tratado de investimento bilateral foi assinada pelos dois países em 2000, e vários outros acordos limitados foram assinados entre várias agências financeiras e de aplicação da lei dos dois países.

## História
Tem havido um longo debate sobre os méritos do bilateralismo versus multilateralismo. A primeira rejeição do bilateralismo ocorreu após a Primeira Guerra Mundial, quando muitos políticos concluíram que o complexo sistema de tratados bilaterais pré-guerra havia tornado a guerra inevitável. Isso levou à criação da multilateral Liga das Nações (que foi dissolvida em fracasso após 26 anos).
Uma reação semelhante contra acordos comerciais bilaterais ocorreu após a Grande Depressão, quando foi argumentado que tais acordos ajudaram a produzir um ciclo de aumento de tarifas que aprofundou a crise econômica. Assim, após a Segunda Guerra Mundial, o Ocidente recorreu a acordos multilaterais como o Acordo Geral sobre Tarifas e Comércio (GATT).
Apesar do alto perfil dos sistemas multilaterais modernos, como as Nações Unidas e a Organização Mundial do Comércio, a maior parte da diplomacia ainda é feita no nível bilateral. O bilateralismo tem uma flexibilidade e facilidade ausentes na maioria dos sistemas multilaterais dependentes de concessões. Além disso, disparidades em poder, recursos, dinheiro, armamento ou tecnologia são mais facilmente exploráveis pelo lado mais forte na diplomacia bilateral; o que Estados poderosos podem considerar um aspecto positivo, em comparação à forma multilateral de diplomacia mais baseada no consenso, onde a regra de um-Estado-um-voto se aplica.
Um estudo de 2017 concluiu que os tratados fiscais bilaterais, mesmo que se destinassem a "coordenar políticas entre países para evitar a dupla tributação e encorajar o investimento internacional", tiveram a consequência não-intencional de permitir que "as multinacionais se envolvessem em compras de tratados, a autonomia fiscal dos estados é limitada e os governos tendem a manter taxas de imposto mais baixas".